# Licuala ramsayi
Licuala ramsayi es una especie de la familia de las arecáceas. 

## Distribución
Es originaria de Queensland en Australia.

## Descripción
Licuala ramsayi es una palmera natural de los bosques húmedos del noreste de Queensland. Tiene una corona de enormes y separadas hojas circulares que alcanzan un tamaño de hasta 2 m diámetro. Es una de las especies más grandes del género Licuala, su delgado tronco, puede alcanzar los 15 m de altura.

## Taxonomía
Licuala ramsayi fue descrita por (F.Muell.) Domin y publicado en Bibliotheca Botanica 85: 500. 1915.
Etimología
Licuala: nombre genérico que procede de la latinización del nombre vernáculo, leko wala, supuestamente utilizado para Licuala spinosa en Makassar, Célebes.
ramsayi: epíteto otorgado en honor del botánico escocés James Ramsay.
Variedades
- Licuala ramsayi var. ramsayi

Sinonimia
- Livistona ramsayi F.Muell.	[5]
- Licuala australasica Benth. nom. inval.'
- Licuala muelleri H.Wendl. & Drude
- Pericycla muelleri Drude[6]